# Zeuxis (luchadora)
Zeuxis (3 de noviembre de 1988) es un luchadora profesional puertorriqueña-mexicana. Zeuxis es conocida por su tiempo trabajando para la empresa Consejo Mundial de Lucha Libre en México, e igual por su trabajo en Japón luchando para la promoción Universal Woman's Pro Wrestling REINA.

## Carrera

### Circuito independiente (2008-2009)
Zeuxis debutó el 28 de abril de 2008 en el Reclusorio Femenil de Santa Martha Acatitla de la Ciudad de México en una Lucha en Parejas junto a Lluvia, derrotando a El Cobarde del Condado y a La Rebelde. Durante su paso por los circuitos independientes, luchó en distintas partes de la República Mexicana, como la Ciudad de México y el Estado de México.

### Consejo Mundial de Lucha Libre (2009-2018)

#### 2009-2010
Debutó dentro de las filas del Consejo Mundial de Lucha Libre el 2 de junio de 2009 en la Arena Coliseo de Occidente, ganándole junto a Lluvia a La Magnífica y La Seductora. Su debut en la Arena México lo hizo tres meses después,. Pronto, antes de concluir el año 2009 participó en un Torneo Cibernético en la Arena Puebla para sacar al retador número 1 al Campeonato Mundial Femenil del CMLL, sin embargo Marcela se alzó con la victoria. En Guadalajara, Jalisco ganó la máscara de La Silueta el 18 de julio de 2010, luego de que en la tercera caída tras la distracción del árbitro se despojó de su máscara y la aventó a las manos de su rival, causando la descalificación.

#### 2011-2018
El 18 de abril de 2011 Zeuxis partió a Japón para realizar una gira por el Viejo Continente durante 3 meses con la promoción Universal Woman's Pro Wrestling REINA. En el primer evento realizado por UWWR llevado a cabo el 8 de mayo perdió haciendo pareja con Hailey Hatred frente a Manami Toyota y Yumiko Hotta en el Shinjuku FACE. Siete días más tarde, durante UWWR 2 obtuvo su primera victoria en una Lucha en Parejas con Yumiko Hotta, venciendo a La Silueta y Tomoka Nakagawa. En el Meteor Mask Fiesta Final del 17 de julio luchó por el Campeonato Femenil de Xtreme Latin American Wrestling, perdiendo frente a la campeona Ayumi Kurihara. Realizó una breve participación en la promoción World Woman Pro-Wrestling Diana en el mes de agosto, saliendo con una victoria. Zeuxis participó en el torneo para sacar a la nueva Campeona Internacional Junior del CMLL-REINA, el primer campeonato de lucha libre profesional promovido por el Consejo Mundial de Lucha Libre de México y la Universal Woman's Pro Wrestling REINA de Japón. En la gran final fue derrotada por Ray el 10 de septiembre de 2011. Dos semanas después ganó el Campeonato Mundial en Parejas de REINA junto a La Comandante, tras vencer en la final de un cuadrangular de dos días a The Canadian Ninjas, equipo conformado por Nicole Matthews & Portia Pérez). El 6 de diciembre de 2011 en la Arena México, La Comandante y Zeuxis perdieron el Campeonato Mundial en Parejas de REINA frente a Lluvia y Luna Mágica, sin embargo lo recuperó el 24 de marzo de 2012 pero ahora de pareja de Mima Shimoda. El 13 de mayo de 2012, Mima Shimoda y Zeuxis fueron despojadas del título durante el evento REINA 33.
Después de 10 años, Zeuxis anunció su salida el 20 de mayo de 2018.

### Lucha Libre AAA Worldwide (2018)
El 26 de junio en la conferencia de prensa, Zeuxis fue anunciada a la empresa AAA representándose como parte de la Liga Elite. El 21 de julio en AAA vs. ELITE, Zeuxis hace su debut en AAA haciendo equipo con Lady Maravilla y Keira como representantes de Elite siendo derrotadas al equipo de AAA (Faby Apache, La Hiedra y Vanilla Vargas).

### WWE (2018)
Zeuxis fue una de las anunciadas para el torneo femenino Mae Young Classic. Zeuxis logró pasar la primera ronda eliminando a Aerial Monroe para así avanzar a la segunda ronda y enfrentadas ante Io Shirai.

## Campeonatos y logros
- Consejo Mundial de Lucha Libre
  - Campeonato Mundial Femenil del CMLL (1 vez)
  - Campeonato Mundial Femenil en Parejas del CMLL (1 vez e inaugural) – con Stephanie Vaquer
  - Campeonato Internacional Junior del CMLL-REINA (1 vez)[4]
  - Campeonato Nacional Femenil (1 vez)
  - Campeonato Femenil de Parejas del Occidente (1 vez) - con Stephanie Vaquer

- Universal Woman's Pro Wrestling REINA
  - Campeonato Mundial en Parejas de REINA (3 veces) - con La Comandante (1)[5] con Mima Shimoda (1)[6] y La Vaquerita (1)
- Otros títulos
  - CWA Women's Championship (1 vez)[7]

### Luchas de Apuestas
| Apuesta | Ganador | Perdedor         | Lugar                        | Ciudad               | Fecha                    |       |
| ------- | ------- | ---------------- | ---------------------------- | -------------------- | ------------------------ | ----- |
| Máscara | Zeuxis  | Silueta          | Arena Coliseo de Guadalajara | Guadalajara, Jalisco | 18 de julio de 2010      | [ 2 ] |
| Máscara | Zeuxis  | Princesa Sugehit | Arena México                 | Ciudad de México     | 16 de septiembre de 2017 |       |